# 拉脱维亚护照
拉脱维亚护照是颁发给拉脫維亞公民的用于身份识别与出国旅行目的的护照。15岁以上的公民必须获得有效的护照，但倘若护照用于旅行或其他目的，可以为年龄较小的儿童申请护照。年满20岁以上的公民申请的护照有效期为10年，5-20岁的公民的有效期为5年，0-5岁则为2年。非公民护照以及难民旅行文件也在签发范畴之内。每一位拉脱维亚公民亦为欧盟公民，所以护照与公民身份卡一致，允许拉脱维亚公民自由使用。并且允许其公民在欧洲联盟、歐洲經濟區以及瑞士自由迁徙或居住。

## 护照外观
拉脱维亚护照的封面为酒红色，并印有拉脱维亚国徽的图案，以及拉脱维亚语“EIROPAS SAVIENĪBA”（欧洲联盟）、“LATVIJAS REPUBLIKA”（拉脱维亚共和国）和“PASE”（护照）的字样。此外，拉脱维亚护照封面国徽的下方还印有符合欧盟设计标准的生物识别护照符号。

### 护照信息页
拉脱维亚护照信息页包括以下信息：
- 持照人照片
- 护照类型（P）
- 签发地区代码（LVA）
- 护照号码
- 1. 姓氏
- 2. 名
- 3. 国籍
- 4. 身高
- 5. 性别
- 6. 出生日期
- 7. 个人号码
- 8. 签发地
- 9. 出生地
- 10. 签发日期
- 11. 持有者签名
- 12. 到期时间

护照个人信息页以可读区透明页结束。
其余可选择填写的信息包括护照持有者的族裔，以及其未成年子女的姓名等有关的地域信息。

## 使用语言
护照数据页/信息页使用拉脱维亚语、英语以及法语共三种语言。

## 持照人签证要求

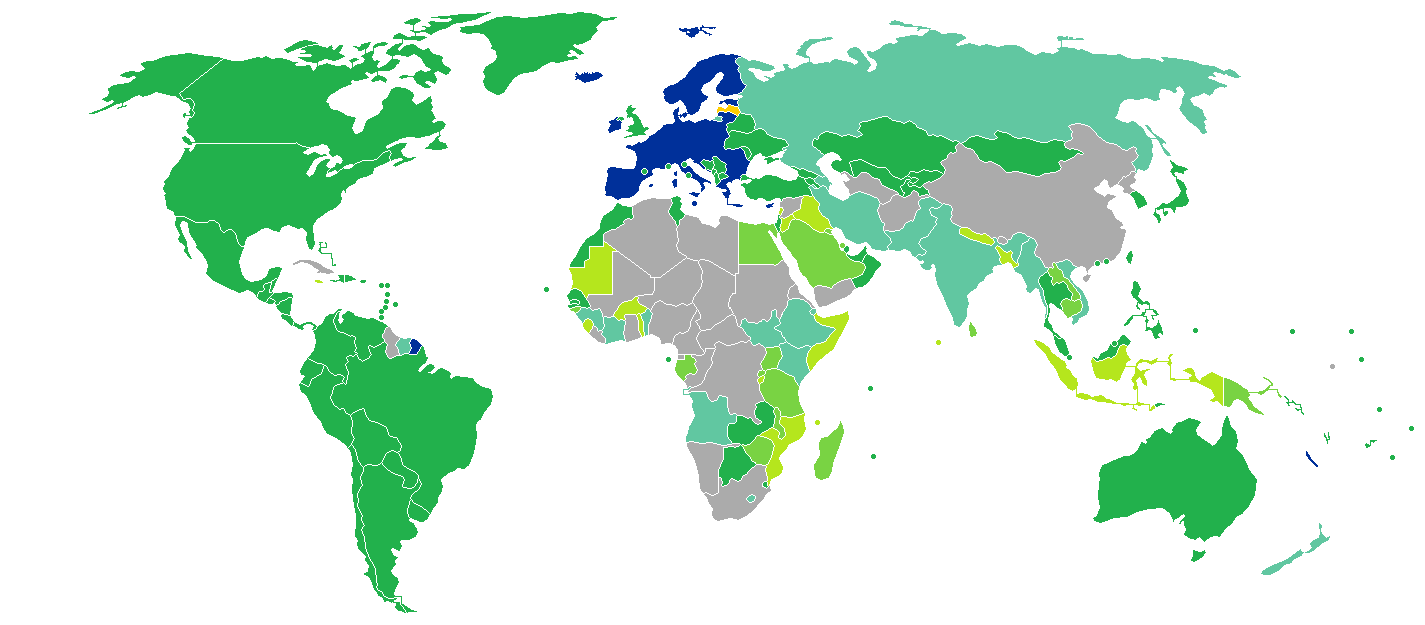
拉脱维亚公民的签证要求
拉脱维亚
可自由迁徙
免签证国家/地区
落地签证
电子签证
落地签证/电子签证
需要签证

根据2025年1月8日发布的亨利护照指数，拉脱维亚护照可免签证、落地签证或电子签证入境185个国家和地区，位居世界第10，与立陶宛、斯洛文尼亚、阿拉伯联合酋长国护照并列。

## 护照图片集
- 第四版（当前版本）：自2015年1月28日起发行，其封面为勃艮第酒紅色。
- 第三版：发行于2007年11月20日至2015年1月27日，其封面为勃艮第酒红色。是拉脱维亚生物识别护照（又称电子护照）的初始版本，在所有方面皆符合欧盟护照的标准（包括但不限于格式、安全特征）。此外，护照亦符合美国免签证计划的标准。
- 第二版：发行于2002年7月1日至2007年11月19日，其封面为蓝色，同时还包括可扫描的持照人签名与照片。
- 第一版：发行于1992年至2002年6月30日，其封面为蓝色，并粘贴有持照人照片。

拉脱维亚护照历史版本的照片：

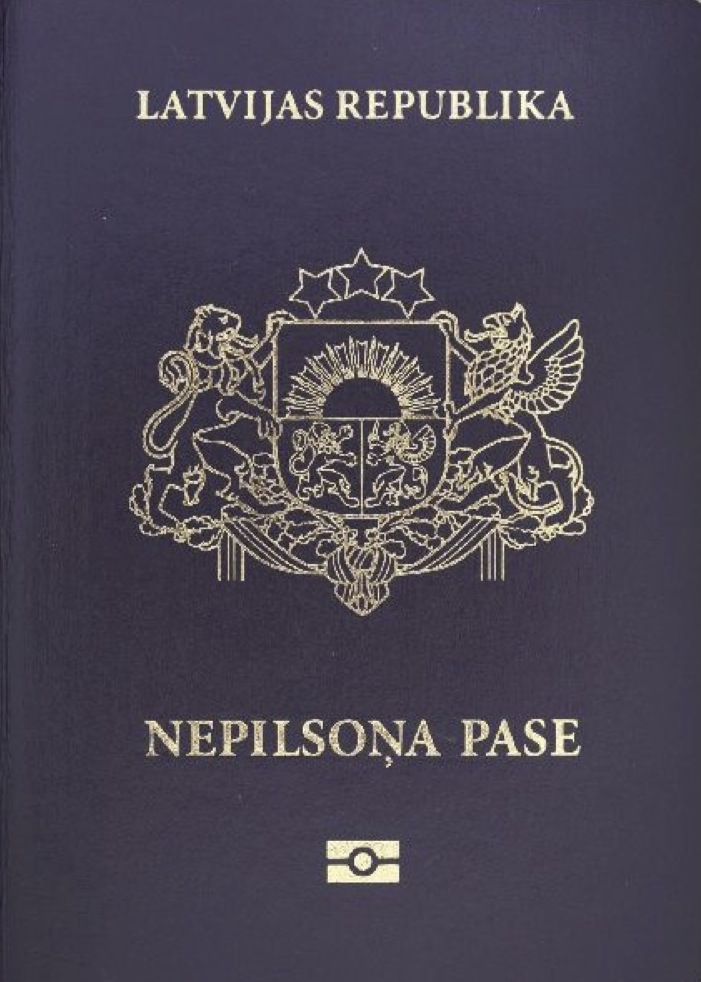
拉脱维亚非公民护照封面
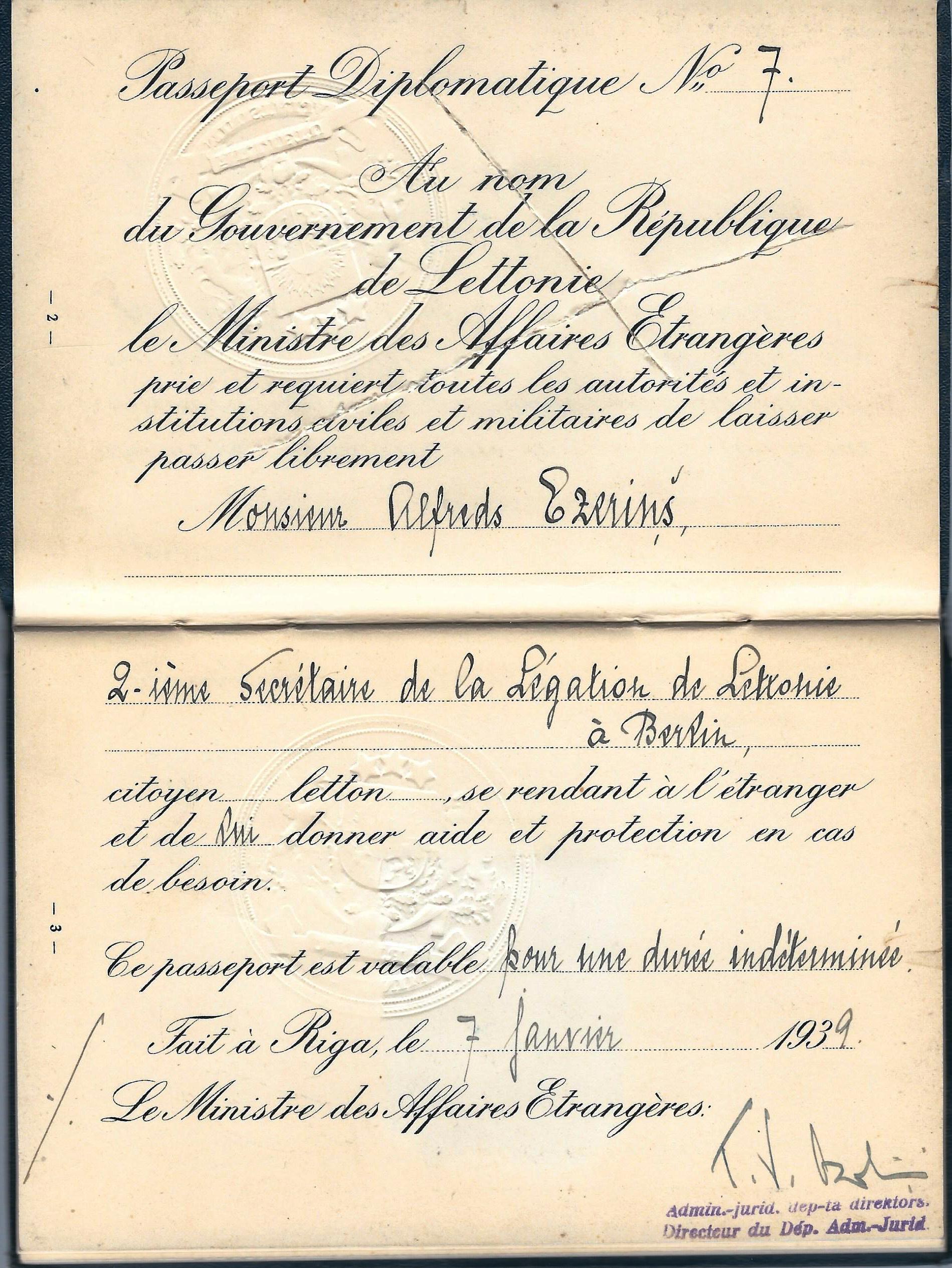
1939年拉脱维亚用于进入柏林使用的外交护照